# Ar-Rahman
Ar-Rahman (Il Misericordioso) è la cinquantacinquesima Sura del Corano, una sura meccana composta da 78 versetti. Il nome della sura si riferisce a uno degli attributi divini, "Ar-Rahman", che significa "Il Misericordioso". Questa sura è nota per la sua struttura retorica ripetitiva e melodica e tratta principalmente dei segni della creazione di Allah e della Sua misericordia nei confronti dell'umanità.

## Contenuto

### L'Invito a Riflettere sui Doni di Allah
Versetti 1-6: La sura inizia con un invito a riflettere sui doni di Allah, inclusa la creazione dell'uomo, il Corano e la misericordia divina.

### I Segni della Creazione
Versetti 7-45: Si descrivono i segni della creazione di Allah, inclusi il cielo, la terra, il sole, la luna e le stelle. Viene ribadita la grandezza e la maestosità di Allah come Creatore e Provvidenza.

### La Promessa del Giorno del Giudizio
Versetti 46-78: Viene descritto il Giorno del Giudizio e la ricompensa per i credenti e la punizione per gli increduli. Si esalta la misericordia di Allah nei confronti dei credenti e si avverte che gli increduli saranno sottoposti a una punizione terribile per la loro negazione della verità.

## Analisi
La Sura Ar-Rahman offre un'eloquente descrizione dei doni di Allah e dei segni della Sua misericordia attraverso la creazione. La ripetizione del refrain "Quale dei doni del vostro Signore voi negherete?" serve a sottolineare l'ingratitudine dell'umanità verso Allah nonostante i Suoi molteplici benefici. La sura invita alla riflessione sui segni della creazione e sull'importanza della riconoscenza e della sottomissione a Allah.
Inoltre, la sura ricorda il Giorno del Giudizio, ribadendo la promessa di ricompensa per i credenti e di punizione per gli increduli. È un richiamo alla fede, alla compassione e alla giustizia divina, invitando l'umanità a riflettere sul proprio destino e a prepararsi per l'aldilà.